# Список астероїдів (78901—79000)
| Назва                      | Тимчасове позначення | Дата відкриття  | Місце відкриття                  | Відкривач                                              |
| -------------------------- | -------------------- | --------------- | -------------------------------- | ------------------------------------------------------ |
| (78901) 2003 ST66          | 2003 ST66            | 19 вересня 2003 | Обсерваторія Чрні Врх            | Обсерваторія Чрні Врх                                  |
| (78902) 2003 SM67          | 2003 SM67            | 19 вересня 2003 | Сокорро (Нью-Мексико)            | LINEAR                                                 |
| (78903) 2003 SP79          | 2003 SP79            | 19 вересня 2003 | Обсерваторія Кітт-Пік            | Spacewatch                                             |
| (78904) 2003 SE81          | 2003 SE81            | 19 вересня 2003 | Обсерваторія Кітт-Пік            | Spacewatch                                             |
| 78905 Шонокіф (Seanokeefe) | 2003 SK85            | 16 вересня 2003 | Паломарська обсерваторія         | NEAT                                                   |
| (78906) 2003 SY85          | 2003 SY85            | 16 вересня 2003 | Обсерваторія Кітт-Пік            | Spacewatch                                             |
| (78907) 2003 SR90          | 2003 SR90            | 18 вересня 2003 | Сокорро (Нью-Мексико)            | LINEAR                                                 |
| (78908) 2003 ST90          | 2003 ST90            | 18 вересня 2003 | Сокорро (Нью-Мексико)            | LINEAR                                                 |
| (78909) 2003 SF95          | 2003 SF95            | 19 вересня 2003 | Паломарська обсерваторія         | NEAT                                                   |
| (78910) 2003 SJ97          | 2003 SJ97            | 19 вересня 2003 | Паломарська обсерваторія         | NEAT                                                   |
| (78911) 2003 SY97          | 2003 SY97            | 19 вересня 2003 | Паломарська обсерваторія         | NEAT                                                   |
| (78912) 2003 SK99          | 2003 SK99            | 19 вересня 2003 | Обсерваторія Галеакала           | NEAT                                                   |
| (78913) 2003 SP99          | 2003 SP99            | 19 вересня 2003 | Обсерваторія Галеакала           | NEAT                                                   |
| (78914) 2003 SF101         | 2003 SF101           | 20 вересня 2003 | Паломарська обсерваторія         | NEAT                                                   |
| (78915) 2003 SW101         | 2003 SW101           | 20 вересня 2003 | Паломарська обсерваторія         | NEAT                                                   |
| (78916) 2003 SX104         | 2003 SX104           | 20 вересня 2003 | Сокорро (Нью-Мексико)            | LINEAR                                                 |
| (78917) 2003 SG106         | 2003 SG106           | 20 вересня 2003 | Паломарська обсерваторія         | NEAT                                                   |
| (78918) 2003 SR107         | 2003 SR107           | 20 вересня 2003 | Паломарська обсерваторія         | NEAT                                                   |
| (78919) 2003 SG108         | 2003 SG108           | 20 вересня 2003 | Паломарська обсерваторія         | NEAT                                                   |
| (78920) 2003 SM108         | 2003 SM108           | 20 вересня 2003 | Паломарська обсерваторія         | NEAT                                                   |
| (78921) 2003 SP108         | 2003 SP108           | 20 вересня 2003 | Паломарська обсерваторія         | NEAT                                                   |
| (78922) 2003 SL109         | 2003 SL109           | 20 вересня 2003 | Обсерваторія Кітт-Пік            | Spacewatch                                             |
| (78923) 2003 SA111         | 2003 SA111           | 20 вересня 2003 | Паломарська обсерваторія         | NEAT                                                   |
| (78924) 2003 SD111         | 2003 SD111           | 20 вересня 2003 | Обсерваторія Галеакала           | NEAT                                                   |
| (78925) 2003 SC112         | 2003 SC112           | 18 вересня 2003 | Обсерваторія Ґудрайк-Піґотт      | Рой Такер                                              |
| (78926) 2003 SC126         | 2003 SC126           | 19 вересня 2003 | Обсерваторія Кітт-Пік            | Spacewatch                                             |
| (78927) 2003 SN128         | 2003 SN128           | 20 вересня 2003 | Сокорро (Нью-Мексико)            | LINEAR                                                 |
| (78928) 2003 SR128         | 2003 SR128           | 20 вересня 2003 | Обсерваторія Фаунтін-Гіллс       | Чарльз Джулз, Пауло Ольворсем                          |
| (78929) 2003 SL137         | 2003 SL137           | 20 вересня 2003 | Паломарська обсерваторія         | NEAT                                                   |
| (78930) 2003 SE142         | 2003 SE142           | 20 вересня 2003 | Сокорро (Нью-Мексико)            | LINEAR                                                 |
| (78931) 2003 SN142         | 2003 SN142           | 20 вересня 2003 | Сокорро (Нью-Мексико)            | LINEAR                                                 |
| (78932) 2003 SU144         | 2003 SU144           | 19 вересня 2003 | Сокорро (Нью-Мексико)            | LINEAR                                                 |
| (78933) 2003 SB145         | 2003 SB145           | 19 вересня 2003 | Паломарська обсерваторія         | NEAT                                                   |
| (78934) 2003 SM147         | 2003 SM147           | 20 вересня 2003 | Обсерваторія Галеакала           | NEAT                                                   |
| (78935) 2003 SF148         | 2003 SF148           | 16 вересня 2003 | Сокорро (Нью-Мексико)            | LINEAR                                                 |
| (78936) 2003 SG154         | 2003 SG154           | 19 вересня 2003 | Станція Андерсон-Меса            | LONEOS                                                 |
| (78937) 2003 SZ155         | 2003 SZ155           | 19 вересня 2003 | Станція Андерсон-Меса            | LONEOS                                                 |
| (78938) 2003 SR156         | 2003 SR156           | 19 вересня 2003 | Станція Андерсон-Меса            | LONEOS                                                 |
| (78939) 2003 SF161         | 2003 SF161           | 18 вересня 2003 | Сокорро (Нью-Мексико)            | LINEAR                                                 |
| (78940) 2003 SD167         | 2003 SD167           | 22 вересня 2003 | Сокорро (Нью-Мексико)            | LINEAR                                                 |
| (78941) 2003 SN169         | 2003 SN169           | 23 вересня 2003 | Обсерваторія Галеакала           | NEAT                                                   |
| (78942) 2003 SA171         | 2003 SA171           | 20 вересня 2003 | Сокорро (Нью-Мексико)            | LINEAR                                                 |
| (78943) 2003 SL171         | 2003 SL171           | 18 вересня 2003 | Станція Кампо Імператоре         | CINEOS                                                 |
| (78944) 2003 SD173         | 2003 SD173           | 18 вересня 2003 | Сокорро (Нью-Мексико)            | LINEAR                                                 |
| (78945) 2003 SY189         | 2003 SY189           | 24 вересня 2003 | Паломарська обсерваторія         | NEAT                                                   |
| (78946) 2003 SY191         | 2003 SY191           | 19 вересня 2003 | Паломарська обсерваторія         | NEAT                                                   |
| (78947) 2003 SD192         | 2003 SD192           | 19 вересня 2003 | Паломарська обсерваторія         | NEAT                                                   |
| (78948) 2003 SM192         | 2003 SM192           | 20 вересня 2003 | Станція Кампо Імператоре         | CINEOS                                                 |
| (78949) 2003 SU199         | 2003 SU199           | 21 вересня 2003 | Станція Андерсон-Меса            | LONEOS                                                 |
| (78950) 2003 SC204         | 2003 SC204           | 22 вересня 2003 | Паломарська обсерваторія         | NEAT                                                   |
| (78951) 2003 SM205         | 2003 SM205           | 24 вересня 2003 | Обсерваторія Галеакала           | NEAT                                                   |
| (78952) 2003 SG214         | 2003 SG214           | 26 вересня 2003 | Обсерваторія Дезерт-Іґл          | Вільям Йон                                             |
| (78953) 2003 SC217         | 2003 SC217           | 27 вересня 2003 | Обсерваторія Дезерт-Іґл          | Вільям Йон                                             |
| (78954) 2003 SK218         | 2003 SK218           | 28 вересня 2003 | Обсерваторія Дезерт-Іґл          | Вільям Йон                                             |
| (78955) 2003 SQ221         | 2003 SQ221           | 26 вересня 2003 | Королівська обсерваторія Бельгії | Ерік Вальтер Ельст, Анрі Дебеонь                       |
| (78956) 2003 ST223         | 2003 ST223           | 27 вересня 2003 | Обсерваторія Дезерт-Іґл          | Вільям Йон                                             |
| (78957) 2003 SE226         | 2003 SE226           | 26 вересня 2003 | Сокорро (Нью-Мексико)            | LINEAR                                                 |
| (78958) 2003 SU228         | 2003 SU228           | 26 вересня 2003 | Сокорро (Нью-Мексико)            | LINEAR                                                 |
| (78959) 2003 SL232         | 2003 SL232           | 24 вересня 2003 | Обсерваторія Галеакала           | NEAT                                                   |
| (78960) 2003 SX237         | 2003 SX237           | 26 вересня 2003 | Сокорро (Нью-Мексико)            | LINEAR                                                 |
| (78961) 2003 SM245         | 2003 SM245           | 26 вересня 2003 | Сокорро (Нью-Мексико)            | LINEAR                                                 |
| (78962) 2003 SP249         | 2003 SP249           | 26 вересня 2003 | Сокорро (Нью-Мексико)            | LINEAR                                                 |
| (78963) 2003 SR250         | 2003 SR250           | 26 вересня 2003 | Сокорро (Нью-Мексико)            | LINEAR                                                 |
| (78964) 2003 SR251         | 2003 SR251           | 26 вересня 2003 | Сокорро (Нью-Мексико)            | LINEAR                                                 |
| (78965) 2003 SY272         | 2003 SY272           | 27 вересня 2003 | Сокорро (Нью-Мексико)            | LINEAR                                                 |
| (78966) 2003 SO275         | 2003 SO275           | 29 вересня 2003 | Сокорро (Нью-Мексико)            | LINEAR                                                 |
| (78967) 2003 SK277         | 2003 SK277           | 30 вересня 2003 | Сокорро (Нью-Мексико)            | LINEAR                                                 |
| (78968) 2003 SL291         | 2003 SL291           | 29 вересня 2003 | Сокорро (Нью-Мексико)            | LINEAR                                                 |
| (78969) 2003 SO294         | 2003 SO294           | 28 вересня 2003 | Сокорро (Нью-Мексико)            | LINEAR                                                 |
| (78970) 2003 SB298         | 2003 SB298           | 18 вересня 2003 | Обсерваторія Галеакала           | NEAT                                                   |
| (78971) 2003 SA303         | 2003 SA303           | 17 вересня 2003 | Паломарська обсерваторія         | NEAT                                                   |
| (78972) 2003 SH304         | 2003 SH304           | 17 вересня 2003 | Паломарська обсерваторія         | NEAT                                                   |
| (78973) 2003 ST306         | 2003 ST306           | 30 вересня 2003 | Сокорро (Нью-Мексико)            | LINEAR                                                 |
| (78974) 2003 SF307         | 2003 SF307           | 26 вересня 2003 | Сокорро (Нью-Мексико)            | LINEAR                                                 |
| (78975) 2003 SK313         | 2003 SK313           | 19 вересня 2003 | Сокорро (Нью-Мексико)            | LINEAR                                                 |
| (78976) 2003 TO14          | 2003 TO14            | 14 жовтня 2003  | Станція Андерсон-Меса            | LONEOS                                                 |
| (78977) 2003 TL18          | 2003 TL18            | 15 жовтня 2003  | Станція Андерсон-Меса            | LONEOS                                                 |
| (78978) 2003 UX22          | 2003 UX22            | 19 жовтня 2003  | Обсерваторія Кітт-Пік            | Spacewatch                                             |
| (78979) 2003 UC24          | 2003 UC24            | 23 жовтня 2003  | Станція Андерсон-Меса            | LONEOS                                                 |
| (78980) 2003 UH36          | 2003 UH36            | 16 жовтня 2003  | Паломарська обсерваторія         | NEAT                                                   |
| (78981) 2003 UB40          | 2003 UB40            | 16 жовтня 2003  | Обсерваторія Кітт-Пік            | Spacewatch                                             |
| (78982) 2003 UN47          | 2003 UN47            | 16 жовтня 2003  | Обсерваторія Галеакала           | NEAT                                                   |
| (78983) 2003 UA49          | 2003 UA49            | 16 жовтня 2003  | Станція Андерсон-Меса            | LONEOS                                                 |
| (78984) 2003 UR49          | 2003 UR49            | 16 жовтня 2003  | Паломарська обсерваторія         | NEAT                                                   |
| (78985) 2003 UH52          | 2003 UH52            | 18 жовтня 2003  | Паломарська обсерваторія         | NEAT                                                   |
| (78986) 2003 UY65          | 2003 UY65            | 16 жовтня 2003  | Паломарська обсерваторія         | NEAT                                                   |
| (78987) 2003 UD66          | 2003 UD66            | 16 жовтня 2003  | Паломарська обсерваторія         | NEAT                                                   |
| (78988) 2003 UQ86          | 2003 UQ86            | 18 жовтня 2003  | Паломарська обсерваторія         | NEAT                                                   |
| (78989) 2003 UF95          | 2003 UF95            | 18 жовтня 2003  | Обсерваторія Галеакала           | NEAT                                                   |
| (78990) 2003 UJ102         | 2003 UJ102           | 20 жовтня 2003  | Сокорро (Нью-Мексико)            | LINEAR                                                 |
| (78991) 2003 UH169         | 2003 UH169           | 22 жовтня 2003  | Сокорро (Нью-Мексико)            | LINEAR                                                 |
| (78992) 2003 UC188         | 2003 UC188           | 22 жовтня 2003  | Сокорро (Нью-Мексико)            | LINEAR                                                 |
| (78993) 2003 UK208         | 2003 UK208           | 22 жовтня 2003  | Обсерваторія Кітт-Пік            | Spacewatch                                             |
| (78994) 2003 UR224         | 2003 UR224           | 22 жовтня 2003  | Обсерваторія Кітт-Пік            | Spacewatch                                             |
| (78995) 2047 P-L           | 2047 P-L             | 24 вересня 1960 | Паломарська обсерваторія         | К. Й. ван Гаутен, І. ван Гаутен-Ґроневельд, Т. Герельс |
| (78996) 2080 P-L           | 2080 P-L             | 24 вересня 1960 | Паломарська обсерваторія         | К. Й. ван Гаутен, І. ван Гаутен-Ґроневельд, Т. Герельс |
| (78997) 2121 P-L           | 2121 P-L             | 24 вересня 1960 | Паломарська обсерваторія         | К. Й. ван Гаутен, І. ван Гаутен-Ґроневельд, Т. Герельс |
| (78998) 2504 P-L           | 2504 P-L             | 24 вересня 1960 | Паломарська обсерваторія         | К. Й. ван Гаутен, І. ван Гаутен-Ґроневельд, Т. Герельс |
| (78999) 2614 P-L           | 2614 P-L             | 24 вересня 1960 | Паломарська обсерваторія         | К. Й. ван Гаутен, І. ван Гаутен-Ґроневельд, Т. Герельс |
| (79000) 2689 P-L           | 2689 P-L             | 24 вересня 1960 | Паломарська обсерваторія         | К. Й. ван Гаутен, І. ван Гаутен-Ґроневельд, Т. Герельс |